# Kara Walker
Kara Walker (26 de novembre de 1969, Califòrnia) és una artista contemporània nord-americana que treballa sobre la raça, el gènere, la sexualitat, la violència i la identitat. Al treball de Walker són molt representatives les seves grans siluetes retallades que representen figures humanes a mida real de colors plans (blanc i negre principalment, fent referència al color de la pell).

## Biografia
Walker va néixer a Stockton. El seu pare, Larry Walker, és artista i una de les influències més importants de Walker, ja que, seguint les pròpies paraules de l'artista, ella volia ser com el seu pare.
Kara Walker es va mudar a Geòrgia amb tretze anys, on va acceptar un lloc a la Universitat Estatal de Geòrgia. A l'Escola d'Art d'Atlanta va rebre la seva llicenciatura en Belles arts (1991) i a l'Escola de Disseny de Rhode Island va aconseguir el seu màster de la mateixa especialitat (1994).
L'artista ha viscut experiències racistes i sexistes des de la seva infantesa. A l'adolescència la seva família es va mudar al sud dels Estats Units, una zona especialment sensible als temes racials. En concret a Stone Mountain, on Kara s'enfrontà al racisme que mai havia viscut de manera tan generalitzada. En el seu carrer veia desfilades del Ku Klux Klan i en el seu institut la insultaven. Walker va viure de prop l'abús sexual, el sofriment i l'opressió.

## Treball artístic
Kara Walker exposa una crítica profunda i compromesa sobre les "ombres" de la nostra societat i del món contemporani, sempre emmascarada sota una aparent senzillesa en les formes i les iconografies. Exagera els trets i introdueix detalls a través dels quals crea les característiques del personatges com si fos un còmic per retratar la història dels seus congèneres, sempre mostrant-nos allò que s'amaga sota la superfície i que es troba ocult en la visió oficial. Walker aconsegueix transportar en el temps i donar-nos la seva visió personal sobre una història, que és la dels seus avantpassats, i també la dels problemes interracials dels Estats Units. Ens mostra amb el seu treball el dolor tenyit d'ironia que provoca la segregació racial.
Per realitzar les característiques siluetes Walker s'inspira formalment en les caricatures retallades sobre cartolina negra típiques de la cort francesa del segle xvii. En els últims anys, les seves peces han anat evolucionant: les siluetes retallades que trobem a l'inici de la seva carrera han passat del paper a la projecció, un format que Walker té molt present i que es converteix en un altre mitjà per treballar amb les siluetes i ombres.

### Obra
Walker va debutar el 1994 a Nova York (The Drawing Center) amb l'exposició pública Gone, An Historical Romance of a Civil War as It Occurred Between the Dusky Thighs of One Young Negress and Her Heart, formada per siluetes negres retallades de caricatures humanes disposades en una paret blanca i situades en escenaris sexuals i violents. La narrativa de Walker utilitza imatges turbulentes les quals es caracteritzen per fortes convencions de poder i opressió.
L'any 2000 va crear Insurecction!,on els personatges són siluetes situades un fons on es projecten llums de colors. Els projectors de llum es van incloure a l'exhibició amb la intenció que les pròpies ombres dels espectadors formessin part de l'obra, cosa que permetria que es fusionessin amb les siluetes retallades pròpies de la composició.
El 2005, es va crear l'exhibició 8 Possible Beginnings or: The Creation of African-America, a Moving Picture; construint així una obra amb una imatge en moviment i so.
Al maig de 2014, Walker va debutar amb la seva primera escultura, una obra monumental titulada A Subtlety, or the Marvelous Sugar Baby, an Homage to the unpaid and overworked Artisans who have refined our Sweet tastes from the cane fields to the Kitchens of the New World on the Occasion of the demolition of the Domino Sugar Refining Plant. L'obra va consistir en una esfinx femenina gegant amb els llavis gruixuts, les galtes sortints i el mocador lligat al cap, aspectes que pretenen ser el reflex d'una esclava negra. Mesura aproximadament 24 metres de llarg per 12 metres d'altura, i l'acompanyen diverses figures de nens a escala real que porten cistelles, alguns són de sucre com l'esfinx i d'altres de resina. L'esfinx es va fer cobrint una estructura de poliestirè amb blocs de sucre blanc, que després van ser tallats i esculpits a mà.
A més de les exposicions esmentades, Kara Walker ha exposat obra a Nova York, on ha tingut exposicions individuals de les seves instal·lacions al Centre d'Art Contemporani Nexus a Atlanta (1995), Museu d'Art Modern de San Francisco (1997), Centre d'Art Contemporain de Ginebra (1999), Des Moines Art Center (2001), el Deutsche Guggenheim de Berlín (2002), la Universitat de Michigan, el Museu d'Art a Ann Arbor (2002), Williams College Museum of Art a Williamstown, Massachusetts (2003), Tate Liverpool (2004), el Museu Metropolità d'Art de Nova York (2006) i el Museu d'Art Walker a Minneapolis (2007), entre altres llocs. També ha exposat en nombroses mostres col·lectives, incloent la Biennal Whitney (1997), Biennal d'Istanbul (1999), la Biennal de São Paulo (2002), Moving Pictures al Solomon R. Guggenheim Museum i el Museu Guggenheim de Bilbao (2002 i 2003), Drawings from de Modern al Museu d'Art Modern de Nova York (2005) i la Biennal de Venècia (2007).